# Ferme solaire Topaz
La ferme solaire Topaz est une ferme solaire photovoltaïque de 550 mégawatts située dans le comté de San Luis Obispo en Californie. Les travaux de construction menés par la société First Solar ont commencé au début de l'année 2012. Cette ferme solaire est opérationnelle depuis novembre 2014 et devrait alimenter en électricité plus de 160 000 foyers américains.

## La production d'électricité
| Année | janv.   | févr.   | mars    | avril   | mai     | juin    | juil.   | août    | sept.   | oct.   | nov.   | déc.   | Total     |
| ----- | ------- | ------- | ------- | ------- | ------- | ------- | ------- | ------- | ------- | ------ | ------ | ------ | --------- |
| 2013  | 239     | 24 499  | 18 660  | 31 026  | 40 465  | 47 772  | 58 441  | 53 196  | 47 407  | 39 423 | 40 180 | 50 883 | 452 191   |
| 2014  | 51 063  | 77 789  | 90 451  | 99 511  | 110 227 | 114 932 | 124 320 | 119 978 | 113 417 | 92 644 | 60 642 | 89 663 | 1 144 637 |
| 2015  | 92 944  | 108 663 | 114 979 | 103 163 | 123 704 | 130 249 | 133 000 | 120 634 | 111 211 | 93 907 | 79 220 | 65 211 | 1 276 885 |
| 2016  | 101 749 | 108 033 | 106 132 | 124 972 | 134 559 | 138 014 | 130 844 | 111 319 | 99 693  | 88 536 | 56 698 | 57 880 | 1 258 429 |
| 2017  | 42 375  | 95 639  | 108 198 | 128 816 | 132 016 | 129 836 | 121 997 | 122 106 | 117 862 | 90 225 | 90 582 | 80 861 | 1 260 513 |
| 2018  | 101 373 | 93 826  | 125 445 | 136 903 | 136 248 | 131 291 | 131 442 | 121 581 | 118 207 | 83 610 | 74 940 | 75 557 | 1 330 423 |
| 2019  | 70 097  | 97 868  | 117 138 | 110 050 | 132 501 | 135 100 | 132 926 | 122 489 | 116 268 | 83 008 | 62 720 | 80 884 | 1 261 049 |
| 2020  | 105 601 | 89 272  | 111 342 | 131 391 | 129 173 | 132 908 | 121 838 | 105 433 | 99 910  | 93 138 | 81 826 | 80 602 | 1 282 434 |
| 2021  | 102 438 | 113 865 | 129 378 | 125 496 | 129 930 | 125 876 | 126 904 |         |         |        |        |        |           |

## Galerie

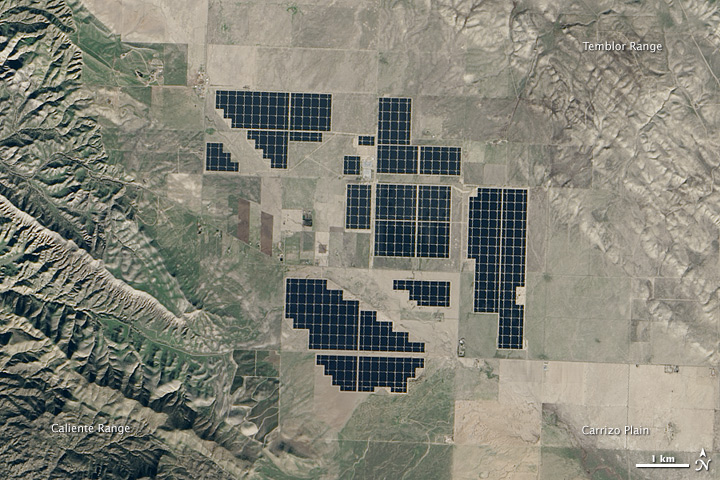
La ferme solaire Topaz vue de l'espace. Image du NASA Earth Observatory, 2015.
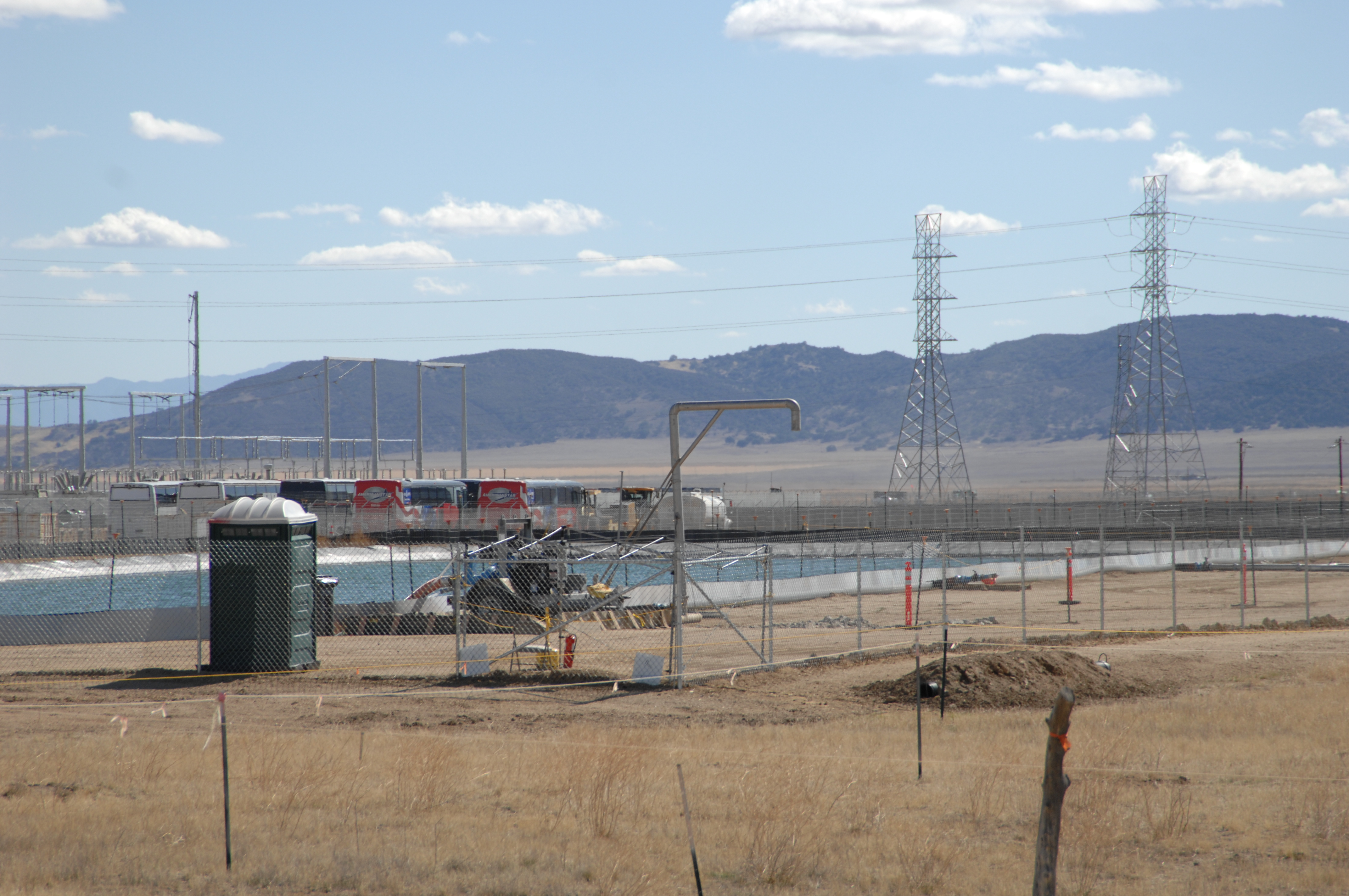
Bassin d'évaporation de la ferme solaire Topaz.
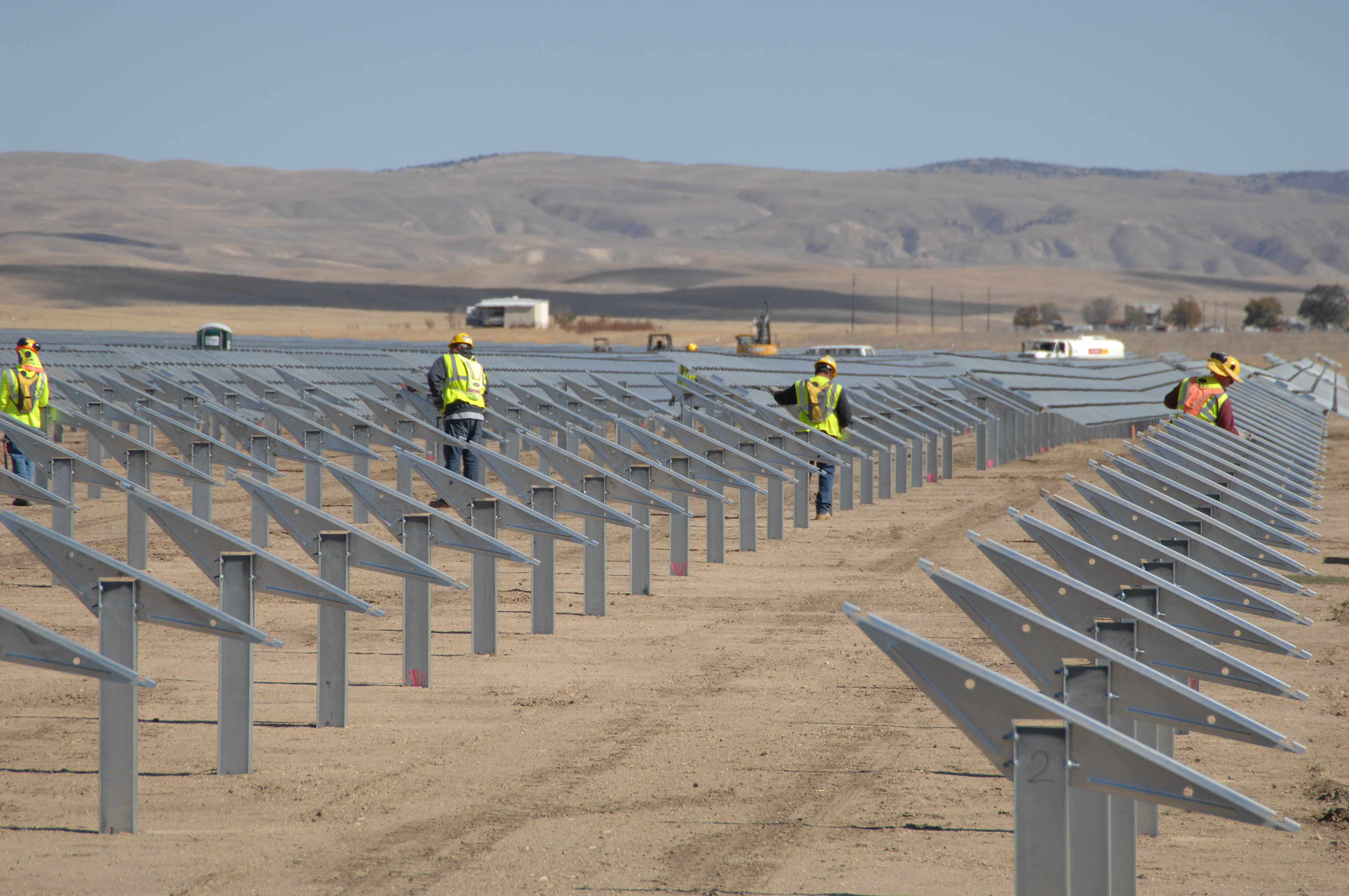
Construction en 2012.
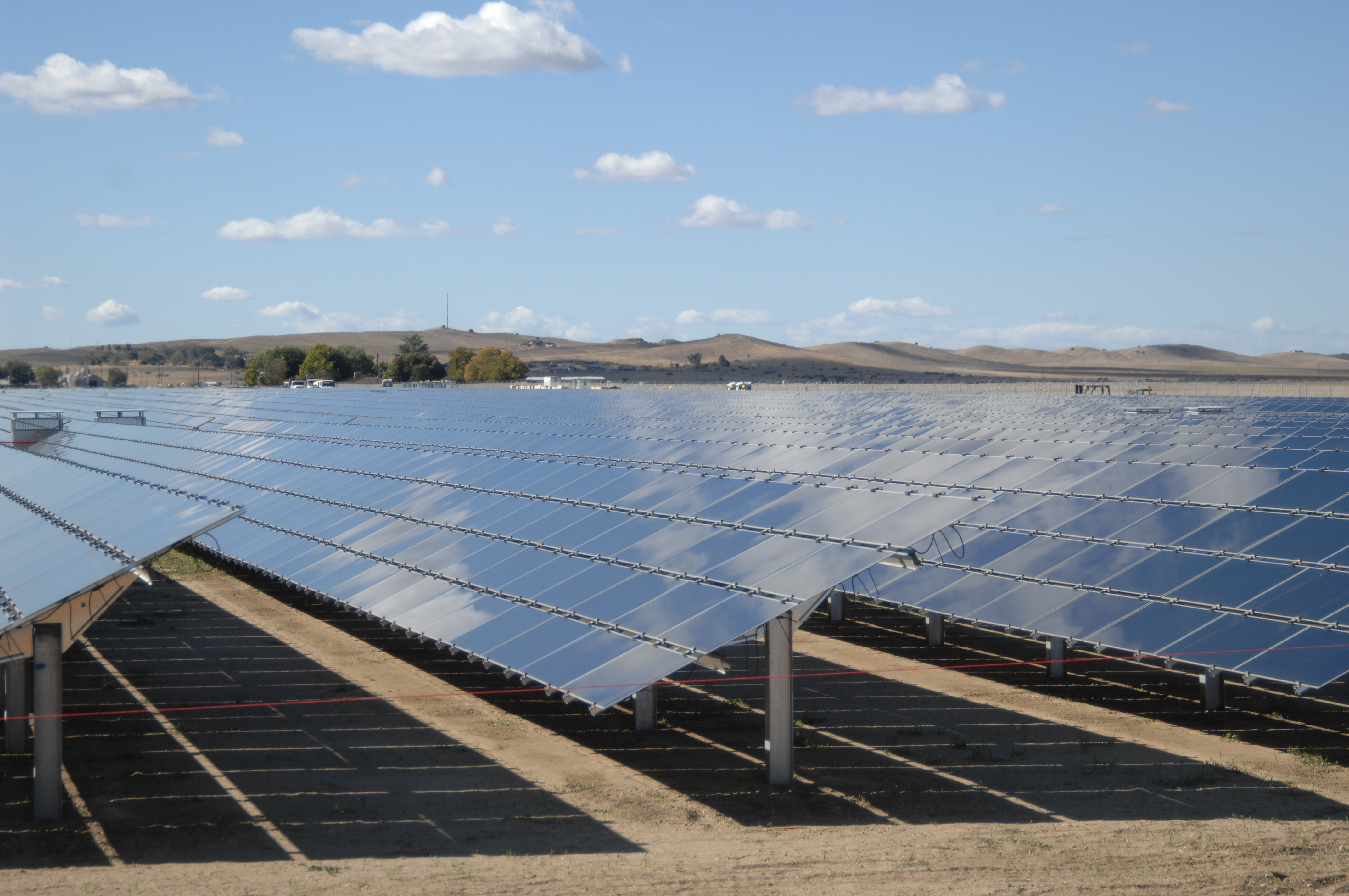
Panneaux solaires à Topaz Solar 1.
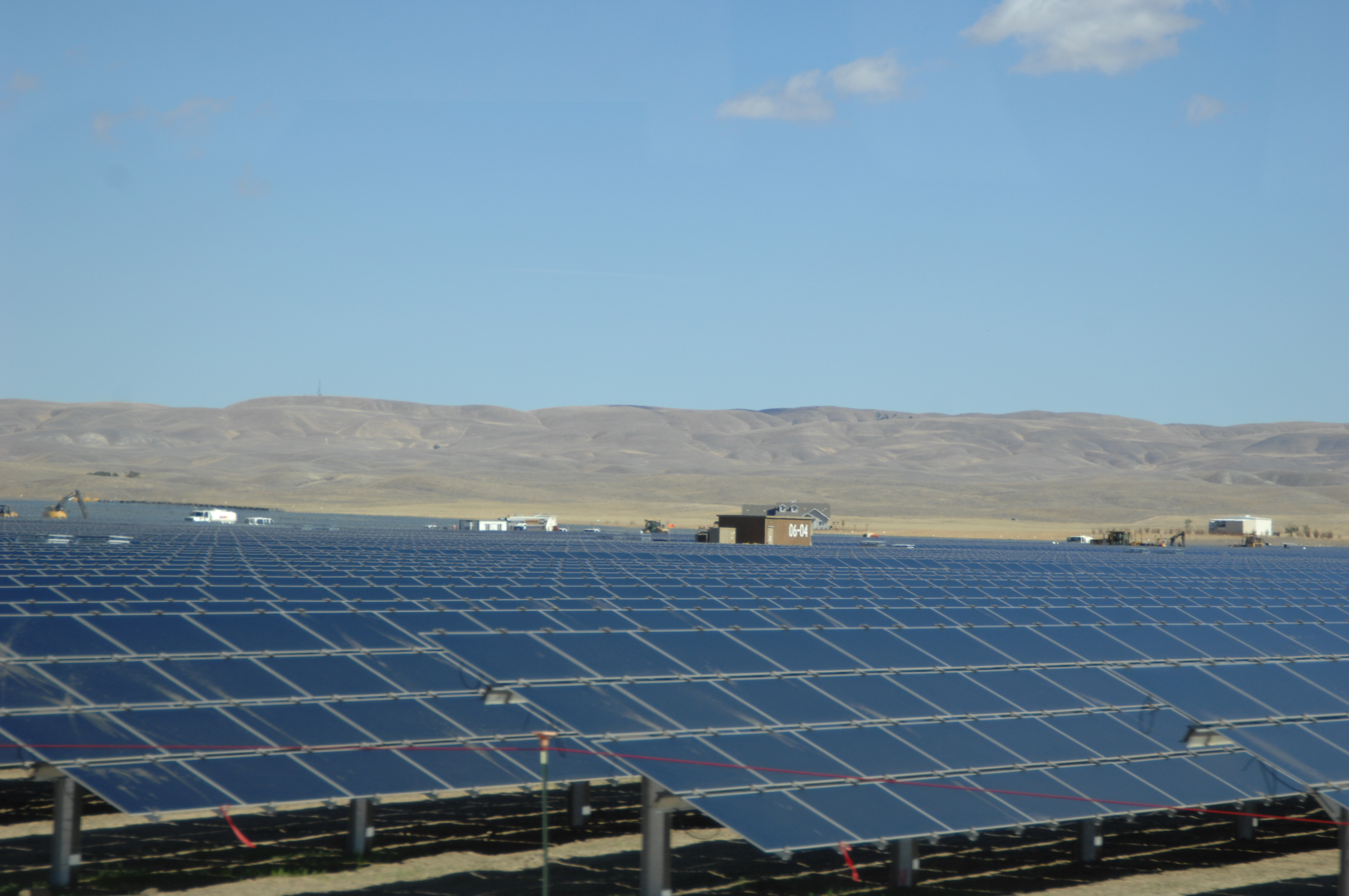
Panneaux solaires à Topaz Solar 7.